# Station Lademoen
Station Lademoen (Noors: Lademoen/Nedre Elvehavn holdeplass) is een halte in de Noorse stad Trondheim. De halte ligt ten oosten van Trondheim-S aan Meråkerbanen. Lademoen wordt bediend door de stoptreinen van lijn 26, die rijden tussen Røros/Lerkendal en Steinkjer/Rotvoll.